# 香港青年時事評論員協會
香港青年時事評論員協會（Hong Kong Association of Young Commentators，HKAYC）又被稱為「青評會」或「青時評」，是一個香港的建制派非牟利團體，成立宗旨是希望透過構建平台，讓青年時事評論員多作交流，從而提升自己的論政水平。
該會於2012年12月成立，早期由一班活躍於城市論壇的政壇年輕一代發起，並加入若干沒有政黨背景的時事評論員，惟核心成員主要為民建聯、工聯會、新民黨、一國兩制研究中心、中華全國青年聯合會等本地建制派組織成員。

## 主要人物
- 周浩鼎，主席。律師、香港立法會議員、離島區議會區議員(民建聯)[7]、民建聯副主席[8]。
- 陳志豪，副主席。廣西南寧市政協委員、香港政協青年聯會副會長[9]、城市智庫成員[10]、香港青年智庫主席[11][12]、親建制網媒時聞香港主理人[13]。
- 李梓敬，副主席。前深水埗區議會區議員(自由黨)、自由黨青年團主席[14]。
- 陳振寧，秘書長。一國兩制研究中心研究主任[15]、亞太國際關係學會成員[16]。
- 甘文鋒，董事。屯門區議會區議員(新民黨)、新民黨青年委員會主席[17]。
- 朱浩霆，董事。Roundtable Pioneers Business and Finance Association召集人、圓思顧問有限公司高級顧問(經濟及金融)[18]、前國際金融管理學會執行幹事、香港愛爾蘭商會董事。
- 張國樑，董事。前工聯會青年智庫主席[19]、費格慈善基金顧問[20]、中華全國青年聯合會第十一屆委員會委員[21]。
- 洪錦鉉，董事。觀塘區議會區議員(民建聯)、城市智庫召集人[22]。

## 爭議

### 建制派主導
雖然香港青年時事評論員協會表示希望發展成高質素、有代表性及重視價值多元的跨政黨的團體，但該會核心成員多由建制派第二梯隊組成，故亦被質疑為親建制組織。副主席陳志豪曾在政壇新秀訓練班節目表明該會非建制派組織，指出會董中有一半人均為無政黨獨立人士，而他們亦歡迎泛民人士參與該會。
然而，曾在政壇新秀訓練班節目中自稱「獨立」的陳志豪為建制派智庫「城市智庫」的成員，其在節目中對普選立場的闡釋亦有所迴避。2014年5月的《東周刊》報導陳志豪負責前港區政協劉迺強主理「大中華青年在線」的研究及宣傳活動。2015年5月，陳志豪出任建制組織香港政協青年聯會副會長，其後更成為廣西省南寧市政協委員。
其他獨立會董如陳振寧及張國樑更分別為一國兩制研究中心研究主任及中華全國青年聯合會委員。
不過，另一獨立會董朱浩霆則在節目中提及曾參與撤回德育及國民教育科集會及七一大遊行等泛民組織的活動，並支持普及而平等的特首選舉，認為協會可作為理性對話平台，收窄分岐及求同存異。
香港青年時事評論員協會亦曾邀請青年公民主席梁穎敏及民主黨南區區議員區諾軒等泛民人士入會，最後不了了之。

### 普選論壇
2013年7月21日，香港青年時事評論員協會舉辦名為「一切從普選開始」的論壇，邀請佔領中環發起人陳健民、愛護香港力量陳淨心、愛港之聲高達斌、學民思潮黃之鋒及人民力量前主席劉嘉鴻作論壇講者。期間，台上講者互相指罵，台下愛港力與人力支持者起哄，秩序開始混亂，當協會準備維持秩序時，陳淨心拿出五星旗，跳上桌上舉旗叫囂，而台下亦有人開始衝到台上，論壇主持李梓敬更要埋身抱走枱上的起哄者，其間混亂持續。
人力與愛港力支持者在台下大打出手，期間，學民思潮成員黎文洛手持「中聯辦」三字的道具鎖匙欲送予陳淨心，被愛港力成員包圍，及後黎汶洛報稱在混亂期間被人踢傷要報警及送院治理，協會主席周浩鼎宣佈腰斬論壇。。
協會召開記者會為混亂致歉及譴責暴力行為，會董李梓敬稱清楚見到愛港力成員踢人。事後，協會亦向提供場地的「Good Lab」賠償港幣八千多元，所謂重置被毀壞的枱櫈及翻身被刮花牆身的費用。
此事引起不少爭議，愛港力支持者及陳淨心認為論壇混亂是協會缺乏舉辦經驗，又指李梓敬誣衊愛港力打人。而陳健民則認為這場論壇的結果是協會預先設定的，是「建制派想要嘅結果」，認為大會刻意把人民力量、愛港力、學民思潮等激進勢力放在一起，目的就是激起衝突(認為大會沒可能冇預計到有衝突的機會)，而周浩鼎及李梓敬刻意撐學民思潮及指證愛港力，既力保開明建制派形象，亦能跟激進建制「割蓆」。